# Mohamed Youssef (Segler)
Mohamed Youssef (Somali Maxamed Yuusuf, arabisch محمد يوسف; * 30. Dezember 1964) ist ein ehemaliger dschibutischer Regattasegler.
Youssef trat bei den Olympischen Sommerspielen 1996 Atlanta an. In der Regatta mit dem Laser kam er auf Platz 55 von 56.